# 森重樹 (農林水産官僚)
森 重樹 （もり しげき、1967年〈昭和42年〉5月24日 - ）は、日本の農林水産官僚。

## 来歴
三重県いなべ市出身。神奈川県藤沢市で育ち、神奈川県立湘南高等学校を経て、1990年（平成2年）3月、東京大学法学部を卒業。同年4月、農林水産省に入省（Ⅰ種・法律）。在ニューヨーク日本国総領事館領事や農林水産省大臣官房文書課企画官（設置法改正担当）を経て、2003年（平成15年）7月、消費・安全局消費・安全政策課課長補佐に就任。在任中、BSE問題に対処し、食品表示のルール作りなどに携わった。その後、農林水産省大臣官房秘書課監査官、北海道農政部農業経営局長、内閣官房内閣参事官（内閣官房副長官補付）、農林水産省大臣官房参事官、東日本大震災復興対策本部事務局参事官、復興庁統括官付参事官、生産局畜産部牛乳乳製品課長、消費・安全局総務課長、農林水産省大臣官房報道官、同秘書課長などを歴任。東日本大震災の復興業務などを担当した。
2021年（令和3年）7月1日、林野庁林政部長に就任。
2022年（令和4年）6月28日、林野庁次長に就任。
2023年（令和5年）7月11日、東海農政局長に就任。
2024年（令和6年）7月5日、輸出・国際局長に就任。2025年（令和7年）7月1日、農林水産省を退職。

## 年譜
- 1990年（平成2年）
  - 3月 - 東京大学法学部[1]
  - 4月 - 農林水産省入省[1]
- 1999年（平成11年）5月 - 在ニューヨーク日本国総務領事館領事[9]
- 2002年（平成14年）7月 - 農林水産省大臣官房文書課企画官（設置法改正担当）[9]
- 2003年（平成15年）7月 - 農林水産省消費・安全局消費・安全政策課課長補佐[9]
- 2005年（平成17年）7月 - 農林水産省大臣官房秘書課監査官[9]
- 2008年（平成20年）4月 - 北海道農政部農業経営局長[1][9]
- 2011年（平成23年）
  - 4月 - 農林水産省大臣官房付兼内閣官房内閣参事官（内閣官房副長官補付）[1]
  - 5月 - 農林水産省大臣官房参事官兼内閣官房内閣参事官（内閣官房副長官補付）[1]
  - 6月 - 農林水産省大臣官房参事官兼内閣官房内閣参事官（内閣官房副長官補付）兼東日本大震災復興対策本部事務局参事官[1]
- 2012年（平成24年）
  - 2月 - 農林水産省大臣官房参事官兼復興庁統括官付参事官[1]
  - 7月 - 農林水産省大臣官房付兼復興庁統括官付参事官[1]
- 2014年（平成26年）4月 - 農林水産省生産局畜産部牛乳乳製品課長[1]
- 2016年（平成28年）6月 - 農林水産省消費・安全局総務課長[1]
- 2018年（平成30年）7月 - 農林水産省大臣官房報道官[1]
- 2019年（令和元年）7月 - 農林水産省大臣官房秘書課長[1]
- 2021年（令和3年）7月 - 林野庁林政部長[1][10]
- 2022年（令和4年）6月 - 林野庁次長[1][8]
- 2023年（令和5年）7月 - 農林水産省東海農政局長[1][7]
- 2024年（令和6年）7月 - 農林水産省輸出・国際局長[4][5]
- 2025年（令和7年）7月 - 農林水産省退職[6]